# 格兰特·戈登
格兰特·戈登（英語：Grant Gordon，1900年10月13日—1954年3月20日），安大略人，加拿大男子冰球运动员。他曾入选1928年冬季奥林匹克运动会加拿大男子冰球队名单，但并未上场参赛。